# 徐益權
徐益權，中華民國（台灣）政治人物，曾代表中國國民黨在台灣省第四選區（新竹縣）當選為第一屆第六次增額立法委員。